# Doppelfingergeckos
Die Doppelfingergeckos (Diplodactylidae) sind eine in Australien, Neuseeland und Neukaledonien lebende Familie der Geckoartigen.

## Merkmale
Wie den Echten Geckos (Gekkonidae) fehlen ihnen die Augenlider. Es gibt bodenbewohnende und auf Bäumen lebende Arten, die je nach Lebensweise gut entwickelte oder fehlende Haftlamellen an den Füßen haben. Sie sind stimmfähig. Zwei auf Neuseeland endemische Gattungen, Naultinus und Hoplodactylus sowie der auf Neukaledonien vorkommende Rhacodactylus trachyrhynchus sind ovovivipar, die übrigen legen pro Gelege zwei weichschalige Eier.

## Systematik
Doppelfingergeckos gehörten früher als Unterfamilie zu den Gekkonidae. Heute werden sie, da sie als Schwestergruppe der australischen und neuguineischen, beinlosen Flossenfüße (Pygopodidae) gelten, als eigenständige Familie angesehen. Je nach Autor werden 11 bis 25 Gattungen zu den Doppelfingergeckos gezählt. Ein Teil der früher zur Unterfamilie Diplodactylinae gehörenden Gattungen bildet heute eine weitere neue Familie der Geckoartigen, die Carphodactylidae.

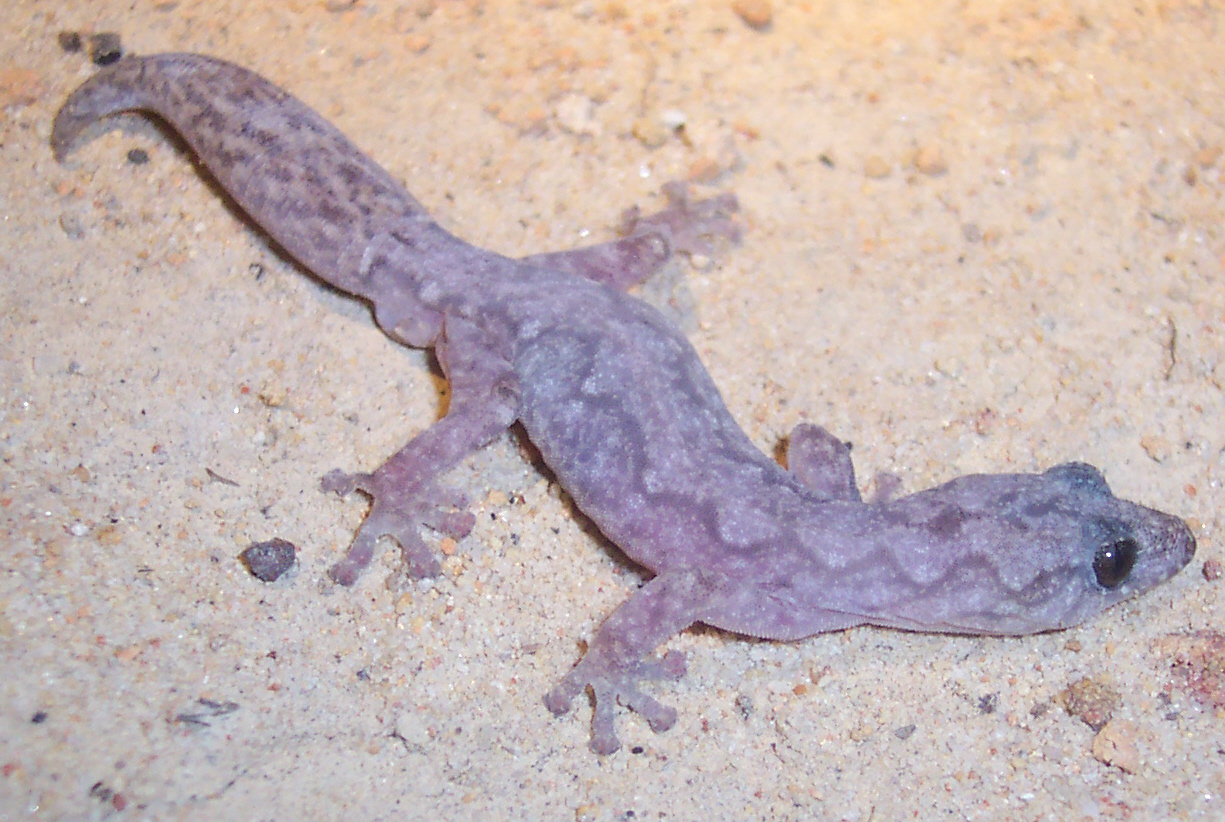
Amalosia lesueurii

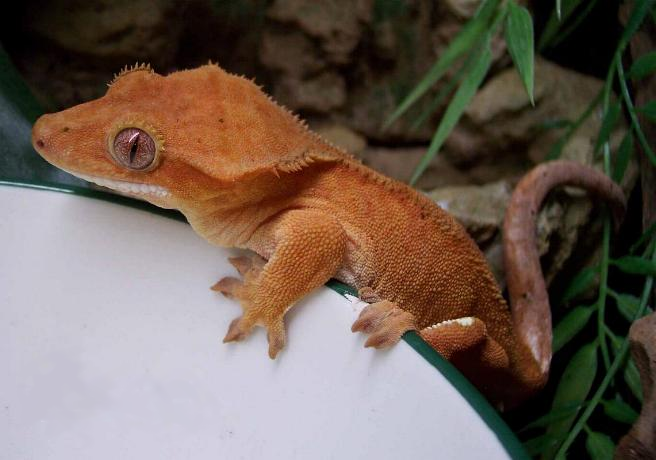
Neukaledonischer Kronengecko (Correlophus ciliatus)

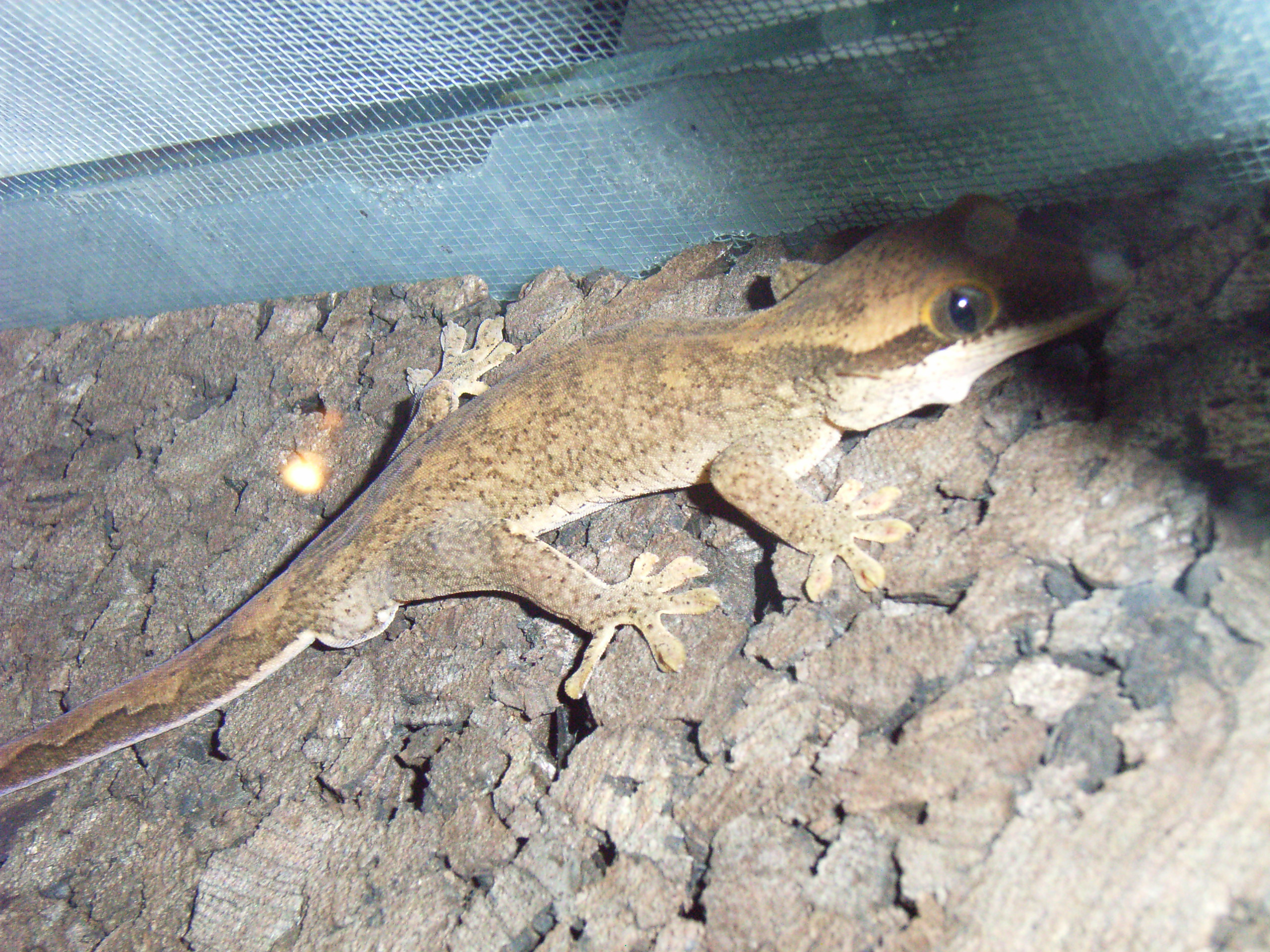
Sarasins Gecko (Correlophus sarasinorum)

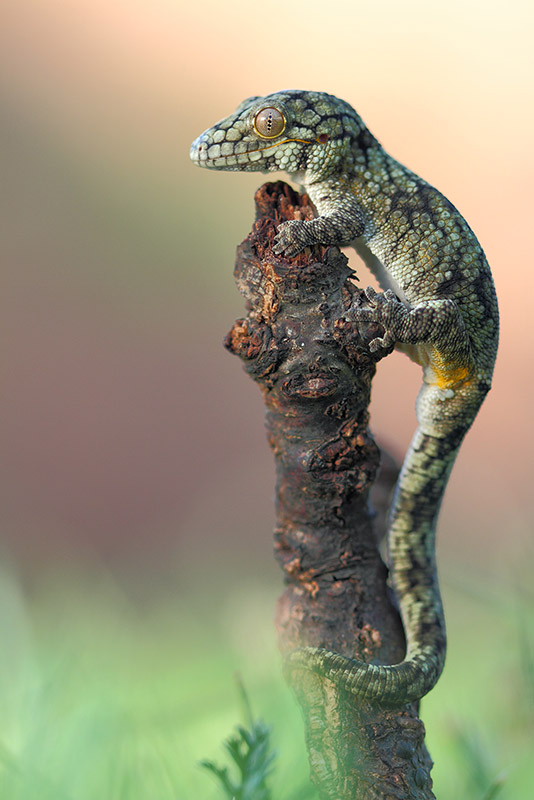
Eurydactylodes vieillardi (Adultes Männchen)

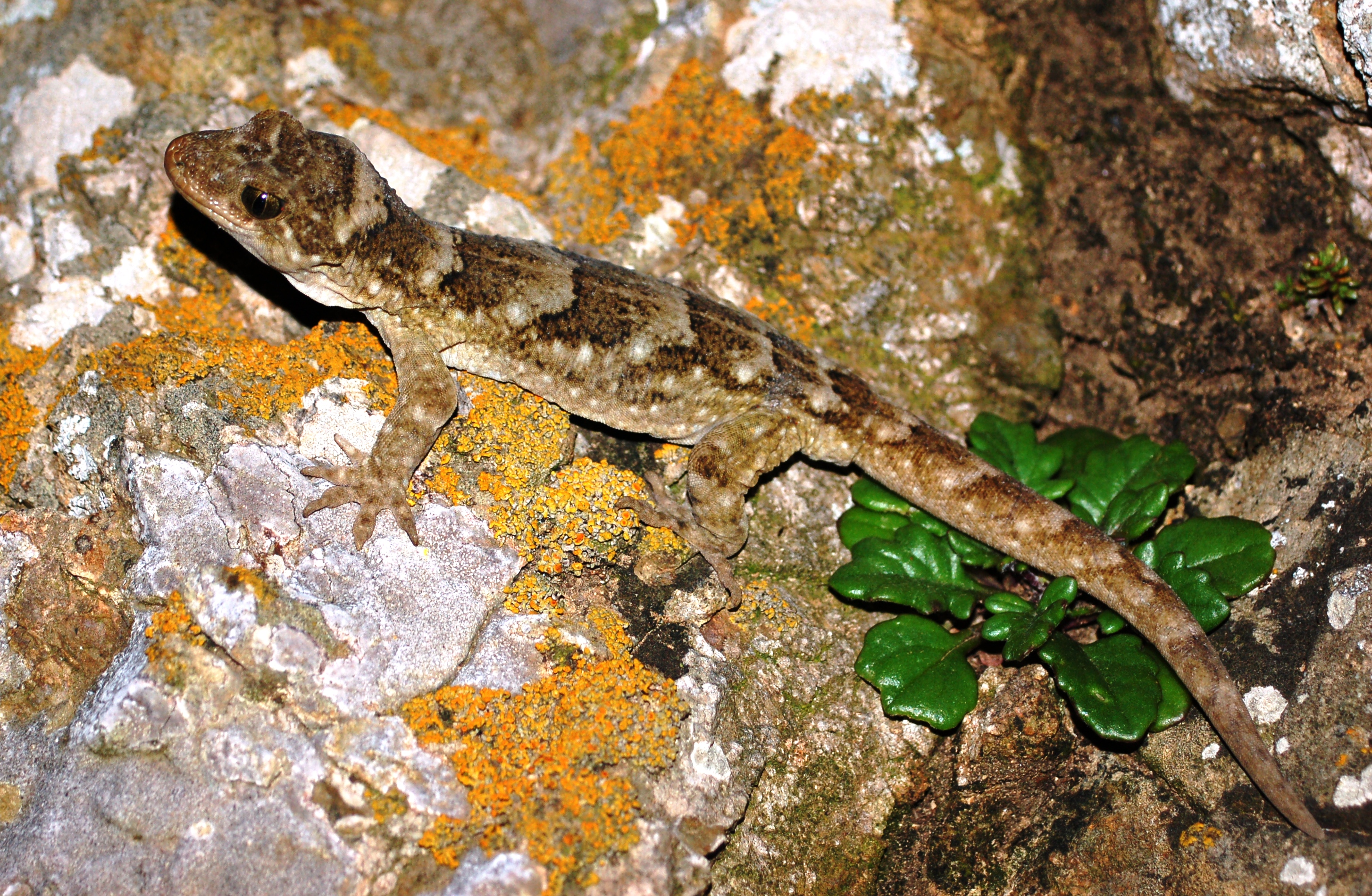
Hoplodactylus duvaucelii

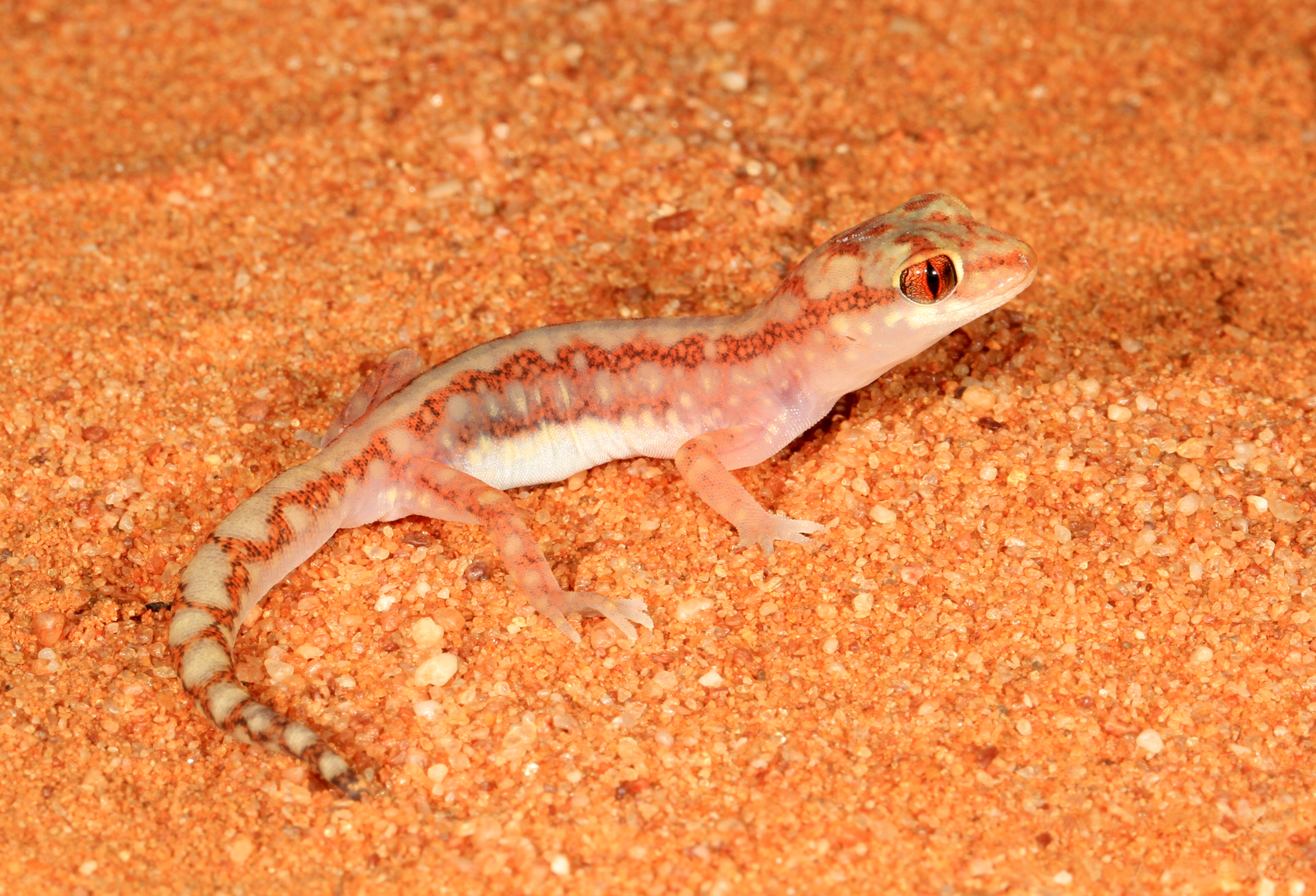
Lucasium damaeum

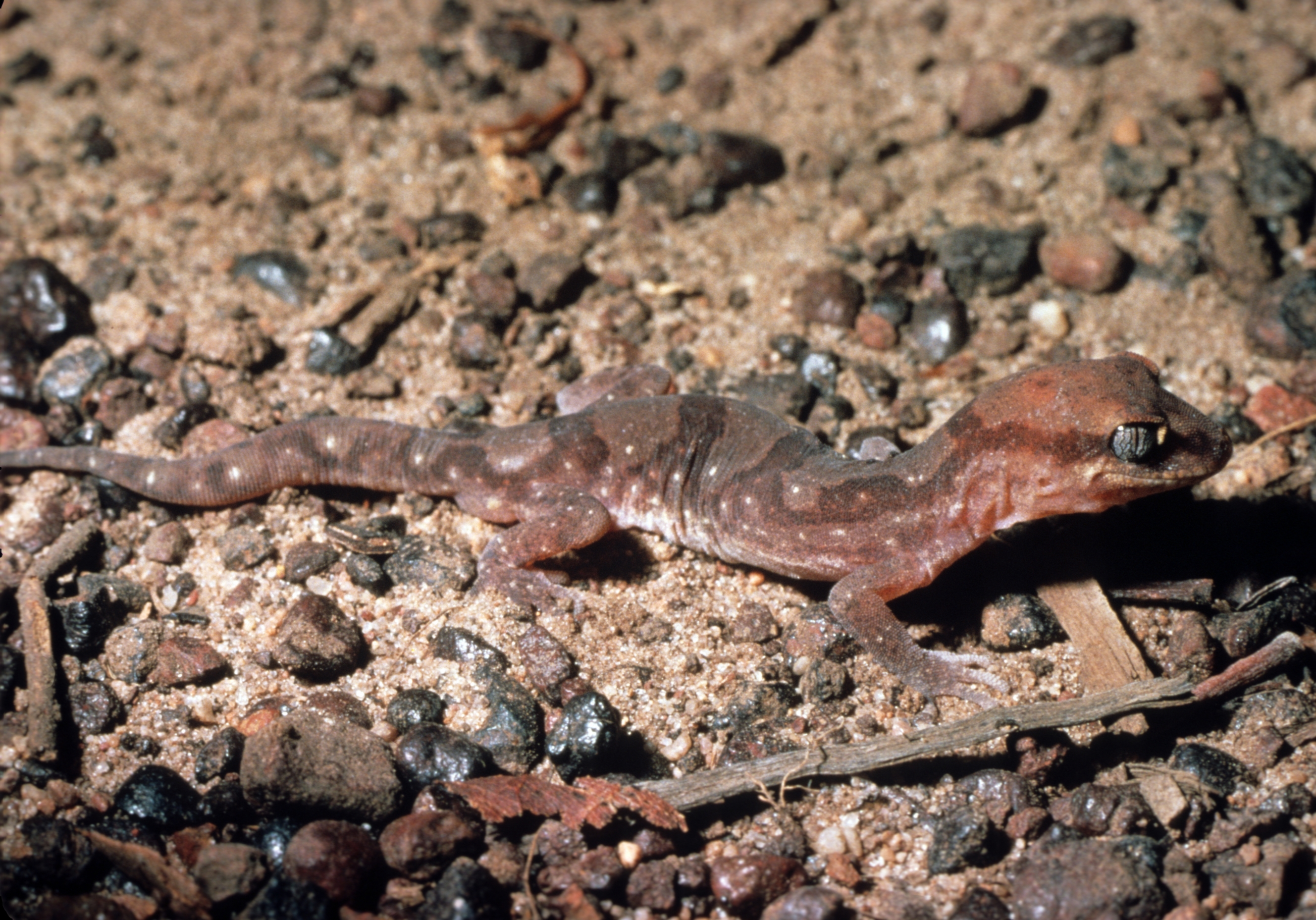
Lucasium occultum

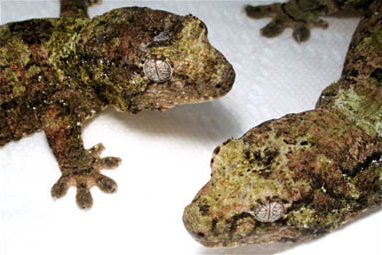
Flechtengecko (Mniarogekko chahoua)

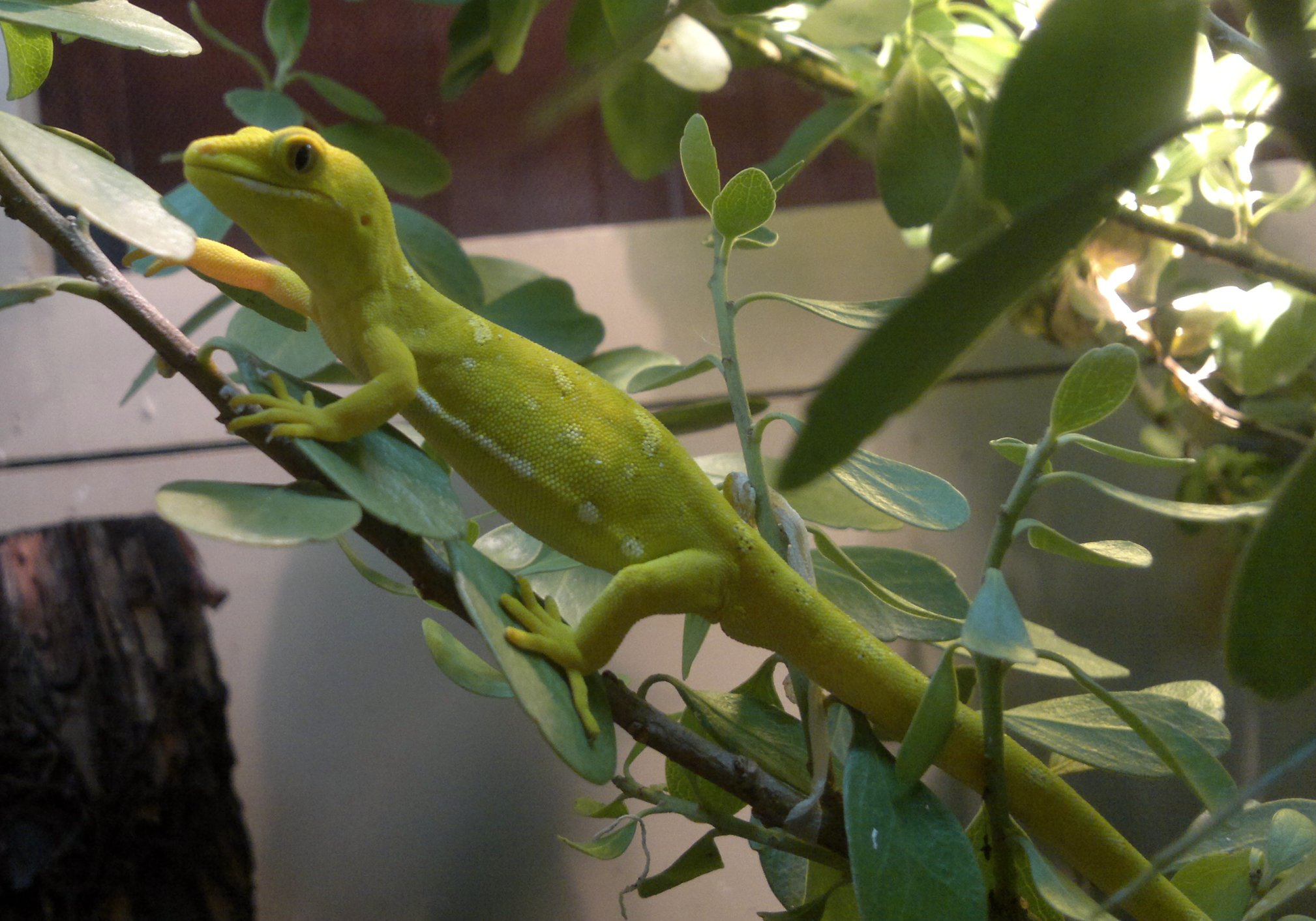
Auckland-Grüngecko (Naultinus elegans)

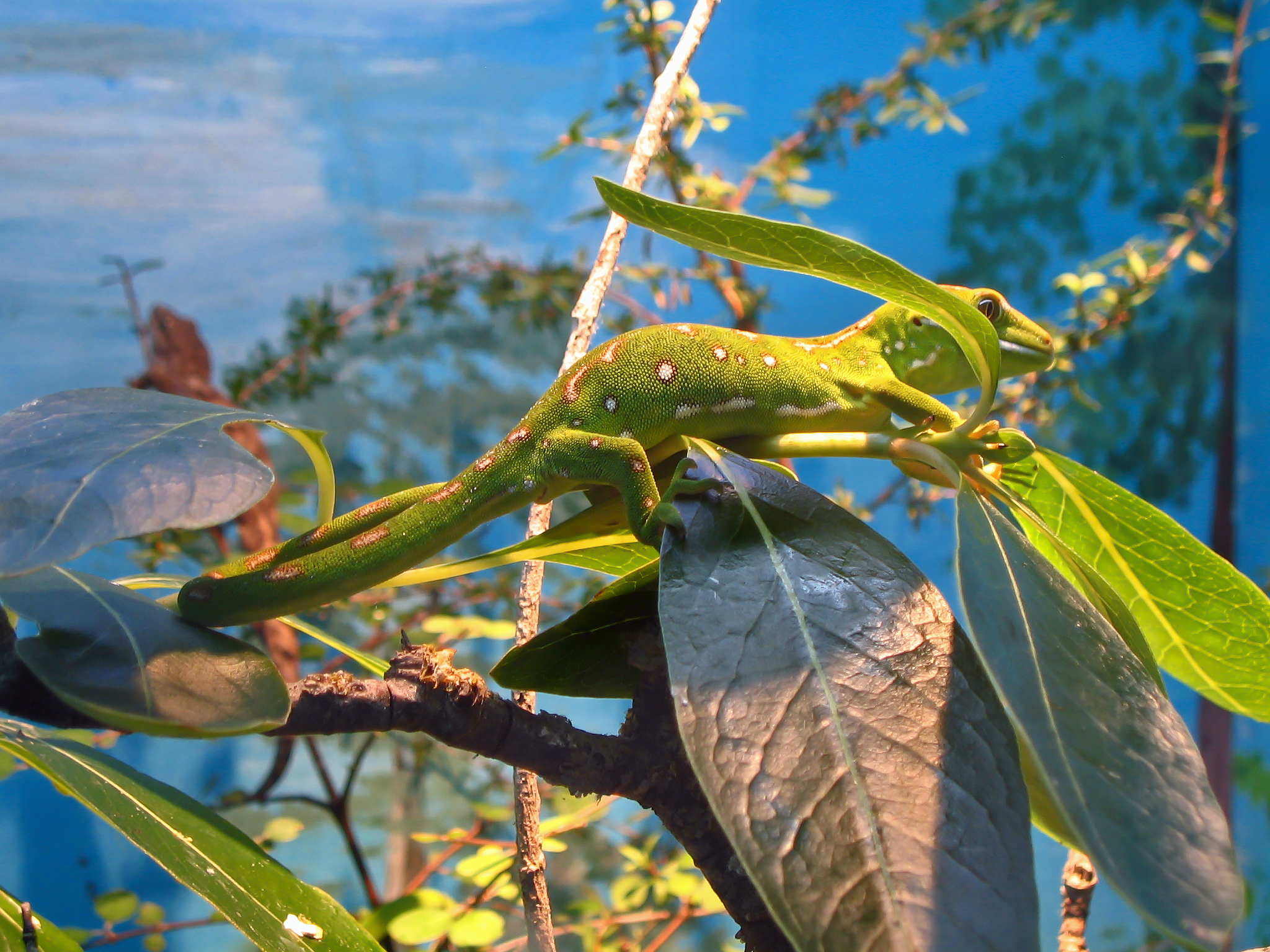
Nordland-Grüngecko (Naultinus grayii)

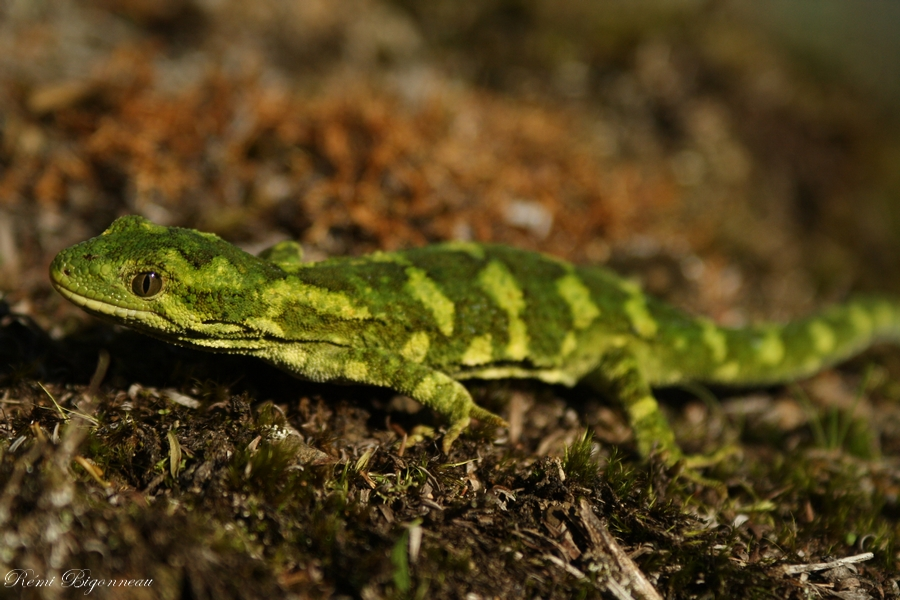
Rauer Grüngecko (Naultinus rudis)

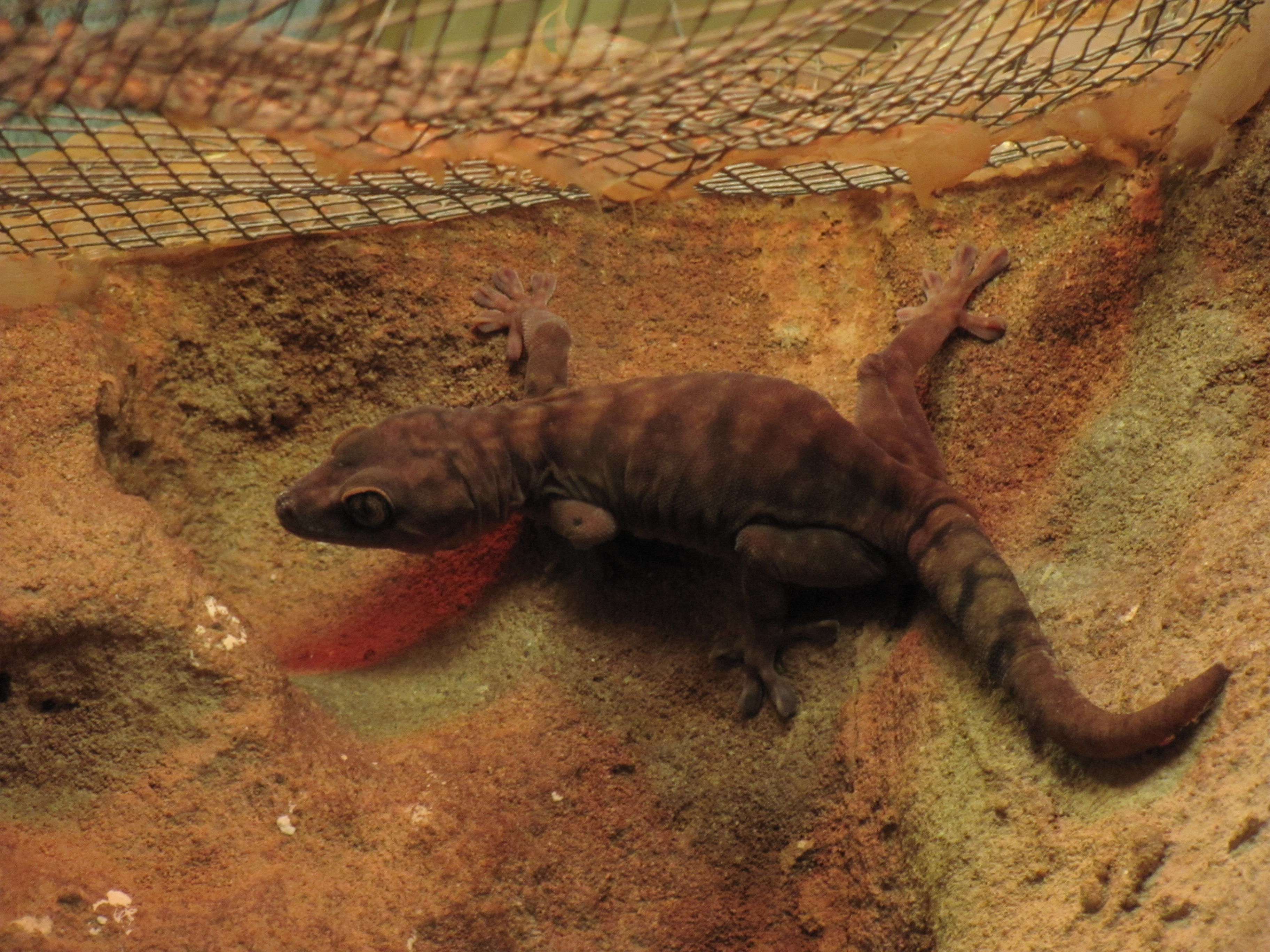
Pseudothecadactylus lindneri

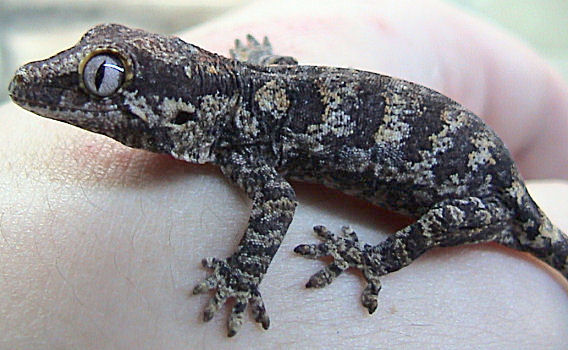
Höckerkopfgecko (Rhacodactylus auriculatus)

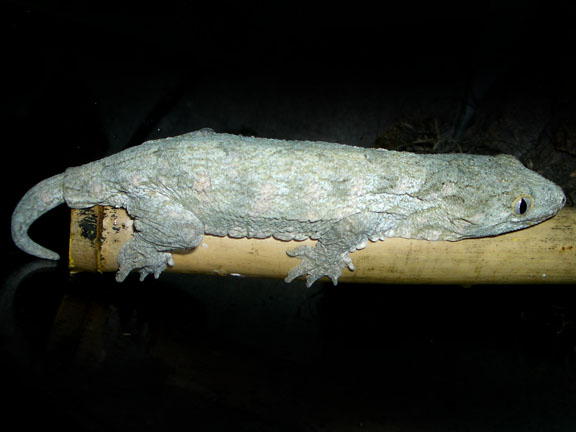
Neukaledonischer Riesengecko (Rhacodactylus leachianus)

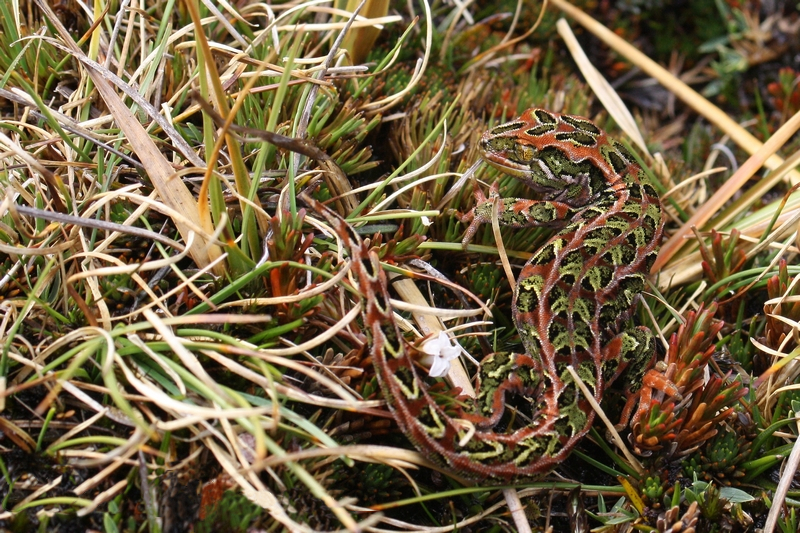
Tukutuku rakiurae

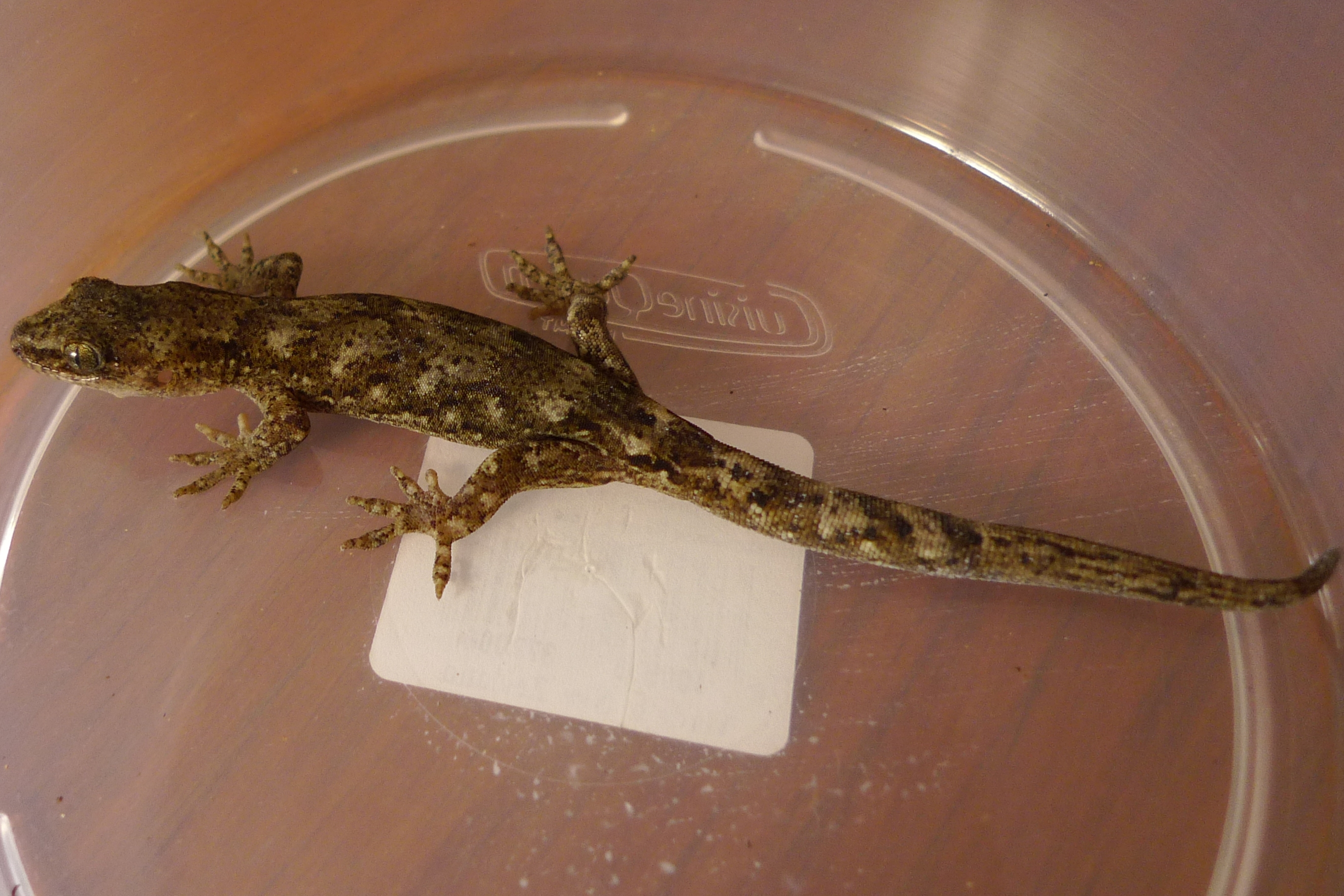
Woodworthia maculatus

## Gattungen und Arten
Derzeit werden 130 Arten in 26 Gattungen unterschieden:
Stand: 25. März 2015
- Gattung: Amalosia Wells & Wellington, 1983
  - Amalosia jacovae (Couper, Keim & Hoskin, 2007)
  - Amalosia lesueurii (Duméril & Bibron, 1836)
  - Amalosia obscura (King, 1985)
  - Amalosia rhombifer (Gray, 1845)
- Gattung: Bavayia Roux, 1913
  - Bavayia crassicollis Roux, 1913
  - Bavayia cyclura (Günther, 1872)
  - Bavayia exsuccida Bauer, Whitaker & Sadlier, 1998
  - Bavayia geitaina Wright, Bauer & Sadlier, 2000
  - Bavayia goroensis Bauer, Jackman, Sadlier, Shea & Whitaker, 2008
  - Bavayia montana Roux, 1913
  - Bavayia nubila Bauer, Sadlier, Jackman & Shea, 2012
  - Bavayia ornata Roux, 1913
  - Bavayia pulchella Bauer, Whitaker & Sadlier, 1998
  - Bavayia robusta Wright, Bauer & Sadlier, 2000
  - Bavayia sauvagii Boulenger, 1883
  - Bavayia septuiclavis Sadlier, 1989
- Gattung: Correlophus Guichenot, 1866
  - Correlophus belepensis Bauer, Whitaker, Sadlier & Jackman, 2012
  - Kronengecko (Correlophus ciliatus Guichenot, 1866) (Synonym: Rhacodactylus ciliatus)
  - Sarasins Gecko (Correlophus sarasinorum (Roux, 1913)) (Synonym: Rhacodactylus sarasinorum)
- Gattung: Crenadactylus Dixon & Kluge, 1964
  - Crenadactylus ocellatus (Gray, 1845)
- Gattung: Dactylocnemis Fitzinger, 1861
  - Dactylocnemis pacificus (Gray, 1842)
- Gattung: Dierogekko Bauer, Jackman, Sadlier & Whitaker, 2006
  - Dierogekko inexpectatus Bauer, Jackman, Sadlier & Whitaker, 2006
  - Dierogekko insularis Bauer, Jackman, Sadlier & Whitaker, 2006
  - Dierogekko kaalaensis Bauer, Jackman, Sadlier & Whitaker, 2006
  - Dierogekko koniambo Bauer, Jackman, Sadlier & Whitaker, 2006
  - Dierogekko nehoueensis Bauer, Jackman, Sadlier & Whitaker, 2006
  - Dierogekko poumensis Bauer, Jackman, Sadlier & Whitaker, 2006
  - Dierogekko thomaswhitei Bauer, Jackman, Sadlier & Whitaker, 2006
  - Dierogekko validiclavis (Sadlier, 1988)
- Gattung: Diplodactylus Gray, 1832
  - Diplodactylus calcicolus Hutchinson, Doughty & Oliver, 2009
  - Diplodactylus capensis Doughty, Oliver & Adams, 2008
  - Diplodactylus conspicillatus Lucas & Frost, 1897
  - Diplodactylus fulleri Storr, 1978
  - Diplodactylus furcosus Peters, 1863
  - Diplodactylus galaxias Doughty, Pepper & Keogh, 2010
  - Diplodactylus galeatus Kluge, 1963
  - Diplodactylus granariensis Storr, 1979
  - Diplodactylus kenneallyi Storr, 1988
  - Diplodactylus klugei Aplin & Adams, 1998
  - Diplodactylus lateroides Doughty & Oliver, 2013
  - Diplodactylus mitchelli Kluge, 1963
  - Diplodactylus nebulosus Doughty & Oliver, 2013
  - Diplodactylus ornatus Gray, 1845
  - Diplodactylus polyophthalmus Günther, 1867
  - Diplodactylus pulcher (Steindachner, 1870)
  - Diplodactylus savagei Kluge, 1963
  - Diplodactylus tessellatus (Günther, 1875)
  - Diplodactylus vittatus Gray, 1832
  - Diplodactylus wiru Hutchinson, Doughty & Oliver, 2009
- Gattung: Eurydactylodes Wermuth, 1965
  - Eurydactylodes agricolae Henkel & Böhme, 2001
  - Eurydactylodes occidentalis Bauer, Jackmann, Sadlier & Whitaker, 2009
  - Eurydactylodes symmetricus (Andersson, 1908)
  - Eurydactylodes vieillardi (Bavay, 1869)
- Gattung: Gigarcanum
  - Kawekaweau-Gecko (Gigarcanum delcourti (Bauer & Russell, 1986)) (wahrscheinlich ausgestorben)
- Gattung: Hesperoedura Oliver, Bauer, Greenbaum, Jackman & Hobbie, 2012
  - Hesperoedura reticulata (Bustard, 1969)
- Gattung: Neuseeländische Braungeckos (Hoplodactylus Fitzinger, 1843)
  - Duvaucels Gecko Hoplodactylus duvaucelii (Duméril & Bibron, 1836)
  - Hoplodactylus tohu SCARSBROOK, WALTON, RAWLENCE & HITCHMOUGH, 2023
- Gattung: Lucasium Wermuth, 1965
  - Lucasium alboguttatum (Werner, 1910)
  - Lucasium bungabinna Doughty & Hutchinson, 2008
  - Lucasium byrnei (Lucas & Frost, 1896)
  - Lucasium damaeum (Lucas & Frost, 1896)
  - Lucasium immaculatum (Storr, 1988)
  - Lucasium maini (Kluge, 1962)
  - Lucasium occultum (King, 1982)
  - Lucasium squarrosum (Kluge, 1962)
  - Lucasium steindachneri (Boulenger, 1885)
  - Lucasium stenodactylum (Boulenger, 1896)
  - Lucasium wombeyi (Storr, 1978)
- Gattung: Mniarogekko Bauer, Whitaker, Sadlier & Jackman, 2012
  - Flechtengecko (Mniarogekko chahoua (Bavay, 1869)) (Synonym: Rhacodactylus chahoua)
  - Mniarogekko jalu Bauer, Whitaker, Sadlier & Jackman, 2012
- Gattung: Mokopirirakau Nielsen, Bauer, Jackman, Hitchmough & Daugherty, 2011
  - Mokopirirakau cryptozoicus (Jewell & Leschen, 2004)
  - Mokopirirakau granulatus (Gray, 1845)
  - Mokopirirakau kahutarae (Whitaker, 1985)
  - Mokopirirakau nebulosus (Mccann, 1955)
- Gattung: Grüngeckos (Naultinus Gray, 1842)
  - Auckland-Grüngecko (Naultinus elegans Gray, 1842)
  - Schmuck-Grüngecko (Naultinus gemmeus (McCann, 1955))
  - Nordland-Grüngecko (Naultinus grayii Bell, 1843)
  - Marlborough-Grüngecko (Naultinus manukanus (McCann, 1955))
  - Wellington-Grüngecko (Naultinus punctatus Gray, 1843)
  - Rauer Grüngecko (Naultinus rudis (Fischer, 1881))
  - Nelson-Grüngecko (Naultinus stellatus Hutton, 1872)
  - Westküsten-Grüngecko (Naultinus tuberculatus (McCann, 1955)) (Synonym: Naultinus poecilochlorus)
- Gattung: Nebulifera Oliver, Bauer, Greenbaum, Jackman & Hobbie, 2012
  - Robuster Samtgecko (Nebulifera robusta (Boulenger, 1885))
- Gattung: Oedodera Bauer, Jackman, Sadlier & Whitaker, 2006
  - Oedodera marmorata Bauer, Jackman, Sadlier & Whitaker, 2006
- Gattung: Samtgeckos (Oedura Gray, 1842)
  - Oedura bella Oliver & Doughty, 2016
  - Nördlicher Samtgecko (Oedura castelnaui (Thominot, 1889))
  - Oedura cincta De Vis, 1888
  - Oedura coggeri Bustard, 1966
  - Oedura filicipoda King, 1985
  - Oedura fimbria Oliver & Doughty, 2016
  - Oedura gemmata King & Gow, 1983
  - Oedura gracilis King, 1985
  - Oedura jowalbinna Hoskin & Higgie, 2008
  - Oedura luritja Oliver & McDonald, 2016
  - Gefleckter Samtgecko (Oedura marmorata Gray, 1842)
  - Samtgecko (Oedura monilis De Vis, 1888)
  - Oedura murrumanu Oliver, Laver, Melville & Doughty, 2014
  - Tryons Fettschwanzgecko (Oedura tryoni De Vis, 1884)
- Gattung: Paniegekko Bauer, Jackman, Sadlier & Whitaker, 2012
  - Paniegekko madjo (Bauer, Jones & Sadlier, 2000)
- Gattung: Pseudothecadactylus Brongersma, 1936
  - Pseudothecadactylus australis (Günther, 1877)
  - Pseudothecadactylus cavaticus Cogger, 1975
  - Pseudothecadactylus lindneri Cogger, 1975
- Gattung: Lappenfinger (Rhacodactylus Fitzinger, 1843)
  - Höckerkopfgecko (Rhacodactylus auriculatus (Bavay, 1869))
  - Neukaledonischer Riesengecko (Rhacodactylus leachianus (Cuvier, 1829))
  - Rhacodactylus trachycephalus (Boulenger, 1878) (zuvor Unterart von Rhacodactylus trachyrhynchus)
  - Greifschwanzgecko (Rhacodactylus trachyrhynchus Bocage, 1873)
- Gattung: Rhynchoedura Günther, 1867
  - Rhynchoedura angusta Pepper, Doughty, Hutchinson & Keogh, 2011
  - Rhynchoedura eyrensis Pepper, Doughty, Hutchinson & Keogh, 2011
  - Rhynchoedura mentalis Pepper, Doughty, Hutchinson & Keogh, 2011
  - Rhynchoedura ormsbyi Wells & Wellington, 1985
  - Rhynchoedura ornata Günther, 1867
  - Rhynchoedura sexapora Pepper, Doughty, Hutchinson & Keogh, 2011
- Gattung: Strophurus Fitzinger, 1843
  - Strophurus assimilis (Storr, 1988)
  - Stachelschwanzgecko (Strophurus ciliaris (Boulenger, 1885))
  - Strophurus elderi (Stirling & Zietz, 1893)
  - Strophurus horneri Oliver & Parkin, 2014
  - Strophurus intermedius (Ogilby, 1892)
  - Strophurus jeanae (Storr, 1988)
  - Strophurus krisalys Sadlier, 2005
  - Strophurus mcmillani (Storr, 1978)
  - Strophurus michaelseni (Werner, 1910)
  - Strophurus rankini (Storr, 1979)
  - Strophurus robinsoni (Smith, 1995)
  - Strophurus spinigerus (Gray, 1842)
  - Strophurus strophurus (Duméril & Bibron, 1836)
  - Strophurus taeniatus (Lönnberg & Andersson, 1913)
  - Strophurus taenicauda (De Vis, 1886)
  - Strophurus wellingtonae (Storr, 1988)
  - Strophurus williamsi (Kluge, 1963)
  - Strophurus wilsoni (Storr, 1983)
- Gattung: Toropuku Nielsen, Bauer, Jackman, Hitchmough & Daugherty, 2011
  - Toropuku stephensi (Robb, 1980)
- Gattung: Tukutuku Nielsen, Bauer, Jackman, Hitchmough & Daugherty, 2011
  - Tukutuku rakiurae (Thomas, 1981)
- Gattung: Woodworthia Garman, 1901
  - Woodworthia brunneus (Cope, 1869)
  - Woodworthia chrysosireticus (Robb, 1980)
  - Woodworthia maculatus (Gray, 1845)